# Il dono (album)
Il dono è il venticinquesimo album in studio di Renato Zero, pubblicato nel 2005.

## Descrizione
In questo album l'artista alterna tra canzoni dai connotati molto diversi: si passa da atmosfere epico-orchestrali a ritmi leggeri dal sapore funky, si affrontano temi sociali, come l'immigrazione (Dal mare) o il patriottismo (Stai bene lì), l'erotismo (Fai da te), il senso della vita e l'amore universale (Immi Ruah, La vita è un dono).
L'ultima traccia La vita è un dono in realtà dura 5 minuti e 2  secondi. Dopo 30 secondi di silenzio (5:02 - 5:32) inizia una traccia fantasma che ricalca il brano Fai da te, inclusa anche una presentazione di Renato Zero sui musicisti che hanno collaborato alla preparazione di questo album.
Tutti i singoli estratti sono stati pubblicati su CD singoli (Radio Edit) solo ed esclusivamente per uso radiofonico e non per la vendita al pubblico.
L'8 marzo 2019, l'album è stato pubblicato, in versione rimasterizzata, su tutte le piattaforme digitali ed è stato ristampato in versione CD per la collana Mille e uno Zero, edita con TV Sorrisi e Canzoni.
Il 19 gennaio 2024, l'album viene pubblicato, in versione rimasterizzata per la seconda raccolta Mille e uno zero edita da Tattica in 2 LP, per la prima volta in vinile.

## Versioni
Questo disco, uscito il 18 novembre 2005, è stato edito in tre versioni differenti:
1. CD standard
2. CD box edizione limitata (contenente 16 pp. con foto e testi)
3. DualDisc (CD+DVD). Il DVD contiene un'intervista di 30' in esclusiva, una galleria fotografica e l'album in Dolby 5.1 (con testi scorrevoli)

Successivamente, prima dell'inizio della tournée venne pubblicata, in edizione limitata, una quarta versione detta "tour edition" contenente un poster con le date dei concerti.

## Tracce
1. Mentre aspetto che ritorni – 3:57 (Renatozero/Guidetti)
2. Immi ruah – 4:10 (Renatozero-Incenzo/Guidetti) – Il significato di Immi Ruah è Spirito Divino in lingua ebraica.
3. Mi chiamo aria – 3:40 (Renatozero/Palmer-Gordeno-Porter)
4. Radio o non radio – 5:04 (Renatozero/Fabrizio)
5. Una vita fa – 4:05 (Renatozero/Fabrizio-Renatozero)
6. Stai bene lì – 4:37 (Renatozero/Podio-Renatozero)
7. Dal mare – 4:36 (Renatozero/Guidetti)
8. Ti stupirai – 3:40 (Renatozero/Palmer-RenatoZero)
9. L'esempio – 4:53 (Renatozero/Fabrizio-Renatozero)
10. Fai da te – 4:55 (Renatozero/Podio-Renatozero)
11. D'aria e di musica – 5:28 (Renatozero/Fabrizio)
12. La vita è un dono – 7:43 (Morra/Fabrizio)

Durata totale: 56:48

## Formazione
- Renato Zero – voce
- Phil Palmer – chitarre
- Mick Feat, Maurizio Galli – basso
- Elio Rivagli, Lele Melotti – batteria
- Mark Harris – pianoforte
- Danilo Madonia – tastiera, programmazione
- Rosario Jermano – percussioni

## Zeromovimento Tour
Il 10 febbraio 2006 partì una lunga tournée legata all'uscita dell'album, nei maggiori palasport italiani. Il 22 dicembre dello stesso anno su RaiUno fu trasmessa una data del tour che fu guardata da 4.370.000 telespettatori e totalizzò il 18,95% di share.

### Le date
| #  | Giorno           | Città            | Luogo                   | Ospite                        |
| -- | ---------------- | ---------------- | ----------------------- | ----------------------------- |
| 01 | 10 febbraio 2006 | Montichiari (Bs) | PalaGeorge              |                               |
| 02 | 16 febbraio 2006 | Genova           | Mazdapalace             |                               |
| 03 | 17 febbraio 2006 | Genova           | Mazdapalace             |                               |
| 04 | 19 febbraio 2006 | Torino           | Mazdapalace             |                               |
| 05 | 20 febbraio 2006 | Torino           | Mazdapalace             |                               |
| 06 | 23 febbraio 2006 | Perugia          | Palaevangelisti         |                               |
| 07 | 24 febbraio      | Perugia          | Palaevangelisti         |                               |
| 08 | 27 febbraio 2006 | Roma             | Palalottomatica         | Tosca                         |
| 09 | 28 febbraio 2006 | Roma             | Palalottomatica         | Paola Turci                   |
| 10 | 2 marzo 2006     | Roma             | Palalottomatica         | Mietta                        |
| 11 | 3 marzo 2006     | Roma             | Palalottomatica         | Mariella Nava                 |
| 12 | 7 marzo 2006     | Padova           | Fiera, Arena Spettacoli | Loredana Bertè                |
| 13 | 8 marzo 2006     | Padova           | Fiera, Arena Spettacoli | Loredana Bertè                |
| 14 | 10 marzo 2006    | Firenze          | Nelson Mandela Forum    |                               |
| 15 | 11 marzo 2006    | Firenze          | Nelson Mandela Forum    |                               |
| 16 | 13 marzo 2006    | Milano           | Forum di Assago         | Ornella Vanoni                |
| 17 | 14 marzo 2006    | Milano           | Forum di Assago         | Nicky Nicolai                 |
| 18 | 17 marzo 2006    | Bologna          | Palamalaguti            | Rossana Casale Gianni Morandi |
| 19 | 21 marzo 2006    | Pesaro           | Bpa Palas               | Simona Bencini                |
| 20 | 24 marzo 2006    | Andria           | Palasport               | Mariella Nava                 |
| 21 | 25 marzo 2006    | Andria           | Palasport               | Mariella Nava                 |
| 22 | 28 marzo 2006    | Caserta          | Palamaggiò              | L'Aura                        |
| 23 | 31 marzo 2006    | Palermo          | Palasport               | Simona Bencini                |
| 24 | 1º aprile 2006   | Palermo          | Palasport               | Simona Bencini                |
| 25 | 4 aprile 2006    | Acireale         | Palasport               | Ron                           |

Ospite fissa del tour fu la cantante Jasmine.
Nelle 25 date si sono registrati 23 tutto esaurito, per un totale di 200.000 presenze.

### La scaletta
1. Il Jolly
2. Guai
3. Mentre aspetto che ritorni
4. Voyeur
5. Magari
6. Fantasmi
7. Motel
8. Un uomo da bruciare
9. A braccia aperte
10. L'esempio
11. Fortuna
12. Amico
13. Immi Ruah
14. Fermoposta
15. Periferia
16. Mi chiamo aria
17. Più su
18. Sogni di latta
19. Una vita fa
20. Resisti
21. D'aria e di musica
22. Uomo, no
23. La vita è un dono

### La band
- Mark Harris - pianoforte
- Danilo Madonia - tastiere e pre-produzione
- Vincenzo Mancuso, Giorgio Cocilovo - chitarre
- Paolo Costa - basso
- Elio Rivagli - batteria
- Rosario Jermano - percussioni
- Remo Righetti - coordinamento tecnico-musicale e gestione pro tools

### Riconoscimenti
Per questo tour Renato Zero ha vinto il premio per la miglior tournée ai Telegatti 2007, battendo Eros Ramazzotti e Ligabue.

## Classifiche

### Classifiche settimanali
| Classifica (2005) | Posizione massima |
| ----------------- | ----------------- |
| Italia            | 1                 |
| Svizzera          | 49                |

### Classifiche di fine anno
| Classifica (2005) | Posizione |
| ----------------- | --------- |
| Italia            | 4         |
| Classifica (2006) | Posizione |
| Italia            | 32        |